# José Sanfilippo
José Francisco Sanfilippo  (Buenos Aires, 4 de maio de 1935) é um ex-futebolista argentino. Na Argentina, ele jogou pelos times San Lorenzo, Boca Juniors e Banfield.
Ele é o maior artilheiro da história do San Lorenzo, com 207 gols em 265 jogos. Foi artilheiro do Campeonato Argentino em quatro ocasiões. 

## Carreira

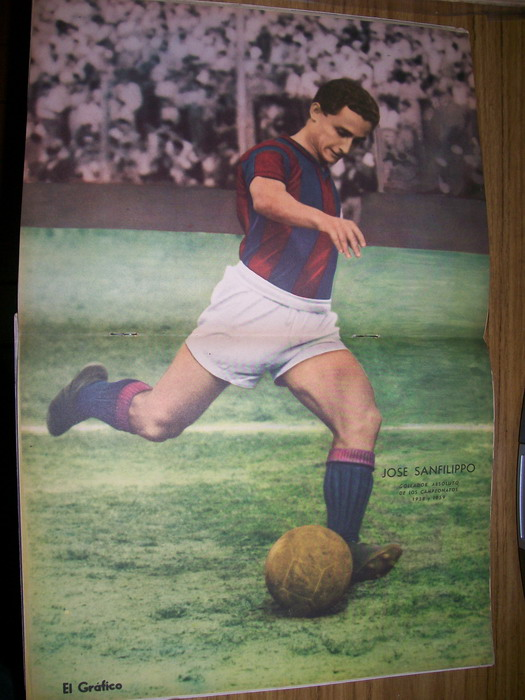
El Nene jogando pelo San Lorenzo.

Durante sua carreira de clube jogou, além do San Lorenzo, também no Boca Juniors e Banfield na Argentina, Nacional no Uruguai e Bahia e Bangu no Brasil. Ele também marcou 21 gols pela Seleção Argentina, e representou o país em duas Copas do Mundo, em Copa de 1958 e Copa de 1962.  
Sanfilippo começou a carreira no San Lorenzo em 1953, e lá marcou um recorde notável de ser várias vezes seguidas o artilheiro da liga argentina quatro estações entre 1958 e 1961. Esta realização ainda não foi ultrapassada.   
Em 1963 ele se transferiu para o Boca Juniors, onde foi o artilheiro da Libertadores com sete gols em sete jogos, mas perdeu a final para o Santos. Sanfilippo jogou 27 jogos pelo Boca Juniors e marcou 14 gols.  
Sanfilippo se destacou muito mais ainda no Nacional do Uruguai, no Banfield da Argentina, e no Bahia e Bangu no Brasil.  
Em 1972 Sanfilippo voltou ao San Lorenzo. Em 1978, ele jogou no San Miguel, da 4º. Divisão Argentina. No fim da temporada, ele se aposentou do futebol.
Em toda a sua carreira, Sanfillipo marcou 226 gols em 330 jogos, o que lhe deixou entre os Cinco Maiores Artilheiros da Primeira divisão Argentina.

## Títulos
San Lorenzo
- Campeonato Argentino: 1959 e 1972
- Campeonato Metropolitano: 1972

Bahia
- Campeonato Baiano: 1970 e 1971

Argentina
- Jogos Pan-Americanos: 1955
- Copa América: 1957

### Artilharias
- Jogos Pan-Americanos de 1955 (8 gols)
- Campeonato Argentino de 1958 (28 gols)
- Campeonato Argentino de 1959 (31 gols)
- Copa América de 1959 (6 gols)
- Campeonato Argentino de 1960 (34 gols)
- Campeonato Argentino de 1961 (26 gols)
- Copa Libertadores da América de 1963 (7 gols)